# Негрій Антон
Антон Негрій (Неграй) (бл. 1840 — бл. 1890) — український кобзар.

## Життєпис
Антін Негрій (Неграй) народився приблизно в 1840 році. Жив у с. Калюжинці Прилуцького повіту, (нині Срібнянський район Чернігівської області). Учень Остапа Вересая.